# Iwan Bogorow
Iwan Andreew Bogorow (bulgarisch Иван Андреев Богоров; * 1818 in Karlowo; † 1. November 1892 in Sofia) war ein bulgarischer Arzt, Enzyklopädist, Förderer des Schulwesen, der bulgarischen Sprache und Aufklärer aus der Zeit der Bulgarischen Nationalen Wiedergeburt. Er ist Autor der ersten Grammatik der neubulgarischen Sprache.

## Biographie
Iwan Bogorow wurde in der im Balkangebirge gelegenen Stadt Karlowo 1818 geboren. Er besuchte das berühmte Griechisches Gymnasium Fener (Fener Rum Erkek Lisesi) in Konstantinopel (heute Istanbul), wo er von seiner Familie geschickt wurde. In der Schule am Bosporus befreundete er sich mit Georgi Sawa Rakowski, den Bogoridis, Gawril Krastewitsch, Sawa Dobroplodni und anderen Bulgaren, die in der Geschichte Bulgariens eine zentrale Rolle spielen sollten. Um 1826, mit 19, beendete er das Gymnasium und ging nach Odessa, wo Bogorow in das Richelieu Kollege eintrat.
1841 publizierte Bogorow das Bulgarische Wappen aus dem Buch Stemmatographia (1741) von Christofor Schefarowitsch. In der folgenden Zeit arbeitete er als Lehrer in Bukarest, Weliko Tarnowo, Swischtow, Gabrowo, bis er sich in Stara Sagora niederließ. Er verbreitete die Idee der Bildung in der bulgarischen und nicht in der griechischen Sprache. Zu diesem Zweck erarbeitete Bogorow in Stara Sagora die Erste bulgarische Grammatik (bulg. „Първичка българска словница“/ Parwitschka balgarska slowniza, publiziert 1844 in Bukarest).
Zwischen 1845 und 1847 studiert Bogorow Chemie an der Universität Leipzig. Am 20. April 1846 redaktierte und publizierte er in Leipzig die erste bulgarische Zeitung „Bulgarski orel“ (bulg. „Българский орел“= Bulgarischer Adler), zwei Jahre nach der erste Bulgarische Zeitschrift „Ljuboslowie“ von Konstantin Fotinow. Die zweite Aufgabe der Zeitung erscheint am 20. September 1846 unter dem Namen „Bulgarski naroden isvestnik“ („Bulgarische Volkszeitung“), die dritte und letzte am 1. Januar 1847.
Nach 1847 kehrte Bogorow nach Konstantinopel zurück und schrieb für die Zeitung Zarigradski westnik (bulg. „Цариградски вестник“ = Konstantinopel Zeitung). In Konstantinopel gehörte er zu den konservativen Kreisen in der bulgarischen Gemeinde in der osmanischen Hauptstadt. In seinem Artikel pochte er unaufhörlich für die Unabhängigkeit der Bulgarischen Kirche (s. Bulgarisches Exarchat).
1856 gehörte Bogorow neben Rakowski und Dragan Zankow zu den Gründungsmitgliedern der Gesellschaft für bulgarische Literatur.
Bogorow war ein bekannter Verfechter des Sprachpurismus und bekennender Gegner des griechischen und russischen Einflusses auf die bulgarische Sprache. In seinen Werke lehnte sich Bogorow an dem Neologismus an. Einige von ihm in der literarischen bulgarischen Sprache eingeführten Wörter werden bis heute verwendet (zum Beispiel вестник/Westnik= Zeitung, часовник/Tschasownik= Armbanduhr, пратеник/Pratenik = Gesandter).

## Biobibliographie
- Erste bulgarische Grammatik (bulg. „Първичка българска граматика“) (1844)